# Mișcarea Tuidang
Mișcarea Tuidang (退黨運動/退党运动; Tuìdǎng yùndòng) este un fenomen disident chinez care a început la sfârșitul anului 2004. Mișcarea, al cărui nume se traduce literal ca "retragerea din partidul [comunist]", a fost catalizată de publicarea seriei editoriale "Nouă Comentarii despre Partidul Comunist" (Jiuping Gongchandang) în SUA în ziarul de limba chineză The Epoch Times (Dajiyuan). Seria a criticat conducerea Partidului Comunist din China, cu un accent pe istoria de represiune politică a partidului, aparatului de propagandă, și a atacurilor sale asupra sistemelor de cultură și valori tradiționale.
La scurt timp după publicarea celor Nouă Comentarii, The Epoch Times a început să publice scrisori de la cititori care doresc să dezavueze simbolic afilierea lor la organizațiile partidului comunist, inclusiv Liga Tineretului Comunist si Tinerii Pionieri. Printre participanții mișcării se află disidenți politici, avocați, oameni de știință, diplomați și foști polițiști sau militari. 

## Context
Mișcarea Tuidang și publicarea celor Nouă Comentarii, în special, poate fi înțeleasă în parte ca un rezultat al mișcării de rezistență Falun Gong la suprimarea din China.
Falun Gong este o practică de qigong cu rădăcini în filosofia budistă și taoistă care a căpătat o mare popularitate în anii 1990.  Începând cu anul 1999 face față unei persecuții grele din partea Partidului Comunist Chinez(PCC). 
La începutul anilor 2000, practicanții din Statele Unite ale Americii au creat organizații de știri destinate să conteste hegemonia Partidului Comunist asupra mass-media de limbă chineză și să ofere o voce de opoziție. Prin intermediul acestor organizații, în special prin publicația The Epoch Times și New Tang Dynasty Television, Falun Gong ajuns să stabilească o "alianță de facto mass-media", cu alte grupuri dizidente chineze.
Ca parte a opoziției împotriva PCC, The Epoch Times a publicat cele Nouă Comentarii despre Partidul Comunist în noiembrie 2004, și a început invitarea cititorilor să renunțe la partid. Hu Ping descrie această incursiune în comentariu politic o "progresie logică" care rezultă din incapacitatea Falun Gong de a pune capăt persecuției împotriva lor prin alte mijloace, dar subliniază faptul că practica în sine este apolitică în natură : "Inițial Falun Gong avea ca scop criticarea lui Jiang Zemin, dar după ce Jiang a plecat și noul regim al lui Hu Jintao a refuzat să reabiliteze Falun Gong și a continuat persecuția practicanților Falun Gong, au extins scopul pentru a include întregul regim și Partidul Comunist ... Această schimbare, dacă nu chiar naturală, trebuie să fie cu siguranță considerată rezonabilă. În cazul în care unele persoane insistă să privească Falun Gong ca politică, aceasta nu poate fi decât în sensul în care Vaclav Havel a descris "politici antipolitice". "

## Nouă Comentarii despre Partidul Comunist
Cele Nouă Comentarii despre Partidul Comunist   este o carte compusă dintr-o colecție de nouă editoriale, care prezintă o istorie critică a guvernării Partidului Comunist de la Mișcarea de Rectificare Yan'an până în prezent. Aceasta detaliază evenimente, cum ar fi Marele Salt Înainte și foametea rezultată, Revoluția Culturală, distrugerea și însușirea religiilor, Masacrul din Piata Tiananmen din 1989 și persecuția împotriva Falun Gong, printre alte subiecte care sunt supuse cenzurii în China continentală.
În plus față de evidența istorică, Nouă Comentarii conține editoriale extinse, cu privire la natura și caracterul Partidului Comunist, argumentând că acesta este înnăscut violent, duplicitar, imoral, iar filozofia sa trădează legile Tao și pe cele universale.  Spre deosebire de unele mișcări dizidente chineze care recurg foarte mult la concepte democratice liberale, mișcarea Tuidang "folosește limbajul și sensul distinct chinez. Mai mult confucianist decât umanist, Nouă Comentarii aduce de multe ori argumentația pe spiritualitatea Budistă și Daoistă. Denunțarea partidului nu este, prin urmare, activism politic, pur și simplu, dar are un sens spiritual ca un proces de curățire a conștiinței și reconectarea la etica și valorile tradiționale"."
Cele Nouă Comentarii nu prevăd în mod explicit recomandări pentru un sistem politic alternativ în China, și nici nu vede schimbările instituționale ca soluție la relele din țară.  Este la fel ca și alte scrieri Falun Gong, care, în cuvintele istoricului Arthur Waldron, "găsesc remediul la patologiile comunismului în valorile tradiționale chineze de adevăr și bunătatea inimii umane." "
Seria de editoriale în sine a primit recenzii mixte în lumea occidentală. Istoricul David Ownby scrie despre acestea "Deși există, fără îndoială, ceva adevăr în comentarii, acestora le lipsește echilibrul și nuanța, și se aseamănă cu propaganda anti-comunistă scrisă în Taiwan în 1950", " În schimb, jurnaliștii americani din Asian American Journalists Association i-au acordat un premiu publicației Epoch Times pentru publicarea seriei în 2005. 

## Diseminarea în China
Copii ale celor Nouă Comentarii au fost trimise în China din străinătate prin e-mail, fax sau poștă. In februarie 2006, revista Forbes a estimat că peste 172 milioane de copii au fost trimise în China prin aceste mijloace. O versiune documentar a seriei este difuzată în China continentală prin satelit de New Tang Dynasty Television.  Internetul a jucat de asemenea un rol important atât în difuzarea de exemplare ale celor Nouă Comentarii și circulației informației cu privire la răspunsul rezultat.
Activiștii din China își adoptă propriile metode de diseminare, inclusiv distribuirea directă, sau prin afișarea de sloganuri în locuri publice.  În zonele rurale și orașele din nord, cum ar fi Beijing, practicanții Falun Gong imprimă sloganuri Tuidang pe bancotele RMB. Financial Times a relatat despre un mesaj tipic care spunea "Partidul Comunist Chinez este destinat să fie distrus de către Cer, viețile celor care demisioneză din Partidul Comunist vor fi salvate repede!" 

## Retragerea din Partid
După publicarea celor Nouă Comentarii, site-ul ziarului The Epoch Times a început să publice scrisori de la cititori declarându-și dorința de a-și termina afilierea la Partidul Comunist, Liga Tineretului Comunist și pionieri. Ziarul a creat un site web dedicat cauzei, care a inclus un formular de depunere on-line a declarațiilor. Din motive de siguranță personală, mulți participanți au ales să semneze folosind pseudonime.
Procesul de emitere a declarațiilor de retragere este menționat în chineză ca " Tuìdǎng " (退党) , care poate fi tradus ca "retragere din partid" sau "a ieși din partid". Termenul este ceva impropriu, căci cetățeni obișnuiți nu sunt în măsură să părăsească oficial partidul, riscând închisoare  în cazul în care vorbesc împotriva lui.   Mulți participanți simt, totuși, că ieșirea din PCC este un act moral, care îi separă de istoria de violență și corupție a PCC. Acest lucru este analog cu o viață germană sub dominația nazistă care atestă în mod oficial că el (sau ea) nu acceptă acțiunile regimului nazist, și nu este o parte a acestei mișcări politice.
Din august 2011, The Epoch Times a publicat peste 100 de milioane de nume și pseudonime ale participanților Tuidang. Având în vedere natura anonimă a declarațiilor, aceste cifre sunt dificil de verificat.Cu toate acestea, spune Ethan Gutmann, "semnificația este foarte reală. Declarațiile Tuidang sunt gesturi de respingere din partea cetățenilor chinezi din toate păturile sociale și credințele. Și în timp ce cifrele sunt la fel de șubrede ca orice sondaj pe internet, cred că putem spune cu încredere că este de ordinul milioanelor."

## Participanți de seamă
Printre participanții mișcării Tuidang se numără dizidenți chinezi de rang înalt. Aceștia îl includ pe Wei Jingsheng, un lider al mișcării democratice de primăvară din 1978 de la Beijing; avocații pentru drepturile omului, inclusiv Gao Zhisheng, Guo Guoting, și Zheng Enchong, și dezertori Chen Yonglin, Hao Fengjun și Li Fengzhi. 
Alți participanți ale căror istorii au atras atenția mass-media sunt Masha Ma, o absolventă a Universității din Toronto care a demisionat din Partidul Comunist după ce a vizionat un documentar despre masacrul din Piața Tiananmen și citirea celor Nouă Comentarii și Ding Weikun, în vârstă de 74 de ani, veteran al Partidului comunist din provincia Zhejiang, care a renunțat la calitatea de membru, după ce a fost închis pentru protestele sale împotriva luării pamântului de către administrația locală din satul său. 

## Răspunsul Partidului Comunist
Autoritățile Partidului Comunist și agențiile de securitate publică au răspuns la mișcarea Tuidang, prin cenzură și măsuri coercitive, inclusiv arestarea a zeci de participanți. Un studiu din 2005 realizat in comun de către cercetatori de la Universitatea Harvard, Universitatea Cambridge și de la Universitatea din Toronto a constatat că cuvintele legate de mișcarea Tuidang au fost cele mai intens cenzurate pe internetul din China. O serie de editoriale publicate in revista  Armatei de Eliberare a Poporului din martie 2011 destinat să respingă cererile reformatorilor conține accidental ca referință că mișcarea Tuidang avea un efect de subminare a moralului în armată.